# Nothopuga cuyana
Espèce
Nothopuga cuyana est une espèce de solifuges de la famille des Ammotrechidae.

## Distribution
Cette espèce est endémique de la province de San Juan en Argentine,. Elle se rencontre vers Calingasta.

## Description
Le mâle décrit par Iuri, Ramírez, Mattoni et Ojanguren-Affilastro en 2021 mesure 8,43 mm.

## Systématique et taxinomie
Cette espèce a été décrite par Maury en 1976.

## Étymologie
Son nom d'espèce lui a été donné en référence au lieu de sa découverte, le Cuyo.

## Publication originale
- Maury, 1976 : « Nuevos solifugos Ammotrechidae de la Argentina (Arachnida, Solifugae).. » Physis, Section C, vol. 35, no 90, p. 87-104.